# Iuno Quiritis
Iuno Quiritis (faliskisch Iuno Curitis) war eine sabinische (vorrömische) Muttergöttin (eine Form der italischen Göttin Iuno), die ursprünglich in Falerii, der Hauptstadt der Falisker, verehrt wurde. Ihr Name kommt vermutlich von einem sabinischen Wort für Lanze oder Speer. Oft wird sie eine dieser Waffen tragend dargestellt. Trotz des Einflusses der benachbarten Etrusker behielten die sabinischen Falisker die Verehrung der stadteigenen Göttin bei. Gleichwohl wird die Göttin in lateinischen Quellen als etruskische Gottheit eingestuft (Ovid, Amores 3.133,35; Fasti 6.49). In Falerii (heute Civita Castellana) befanden sich mehrere Tempel, dessen bekanntester wegen der Funde eines archaischen Göttinnenkopfes und des Terrakotta-Hochreliefs einer weiblichen Gewandstatue mit der Iuno Quiritis in Verbindung gebracht wird.
Auch in Rom befand sich auf dem Marsfeld, dem alten Übungsgelände des römischen Heeres, ein Tempel der Iuno Quiritis. Einen weiteren Kult der Iuno Quiritis gab es in Tibur.